# Marco Bailey

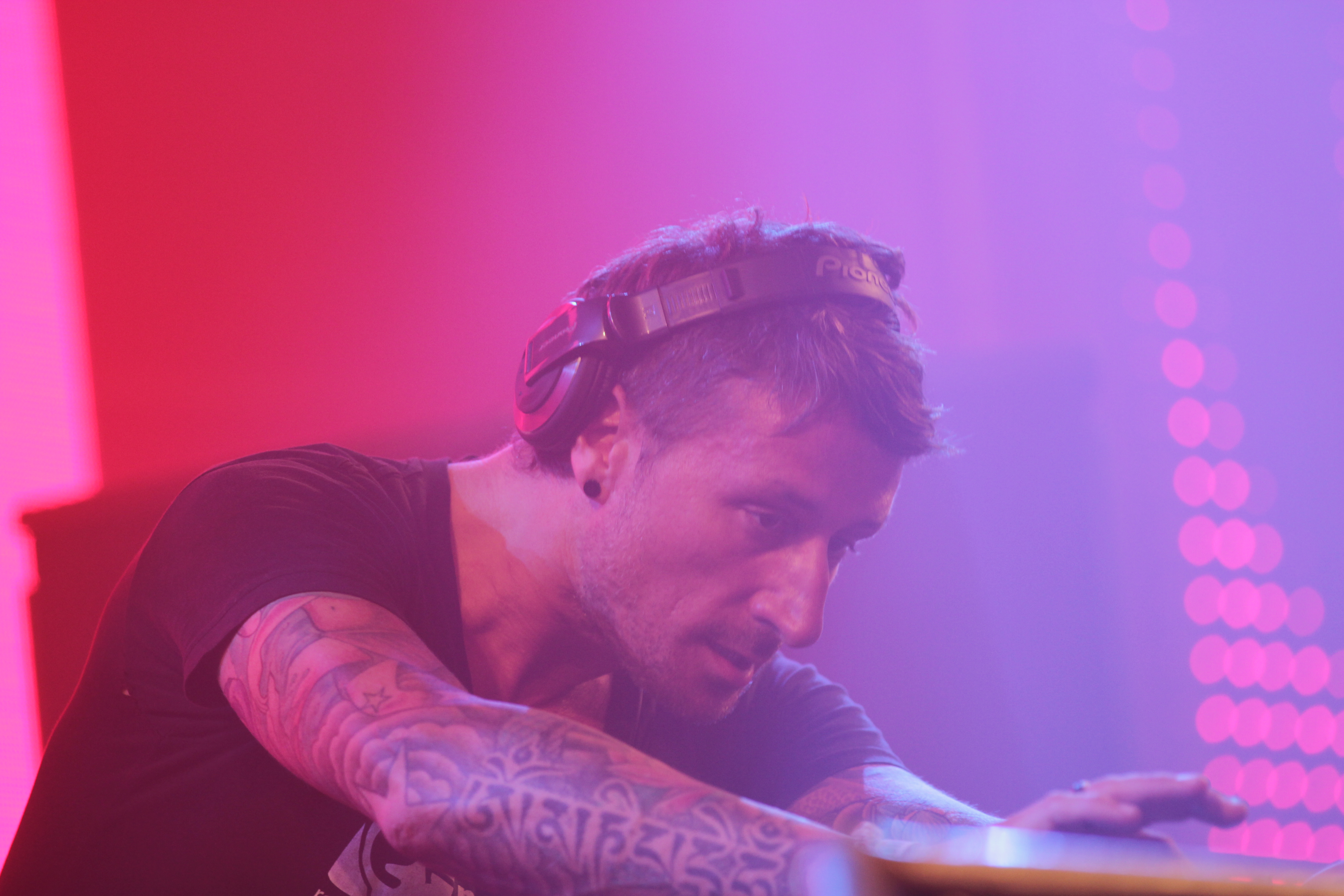
Marco Bailey

Marco Bailey (* 20. Juli 1970 als Marco Beelen) ist ein belgischer DJ und Techno-Produzent.
Marco Bailey begann mit 18 Jahren das DJing. Die ersten Jahre legte er Funk und HipHop, danach Psytrance auf. Ab Ende der 1990er Jahre verfestigte sich sein Stil im Bereich des Tribal Techno, zuvor veröffentlichte er auch Hard Trance (Scorpia) auf dem Label Bonzai Records. 1999 gründete er sein eigenes Label Session Recordings, danach 2002 MB Elektronics.
Größere Auftritte hatte er bei den Festivals Nature One, Tomorrowland und I Love Techno.

## Diskografie

### Alben
- 1995: Planet Goa (Dance Opera)
- 1997: Global Warning (Banzai Records)
- 2000: Sacrifice and Dedication (Primate Records)
- 2004: Rudeboy (MB Elektronics)
- 2011: Dragon Man (Bedrock Records)
- 2013: High Volume (MB Elektronics)